# 李星川
李星川（1905年—？），男，广东台山人，中国政治人物，曾任致公党中央常委，第五、六届全国政协委员。